# مغناطيسية فائقة

المغناطيسية الفائقة هي زيادة مفاجئة (غالبًا ما تكون دراماتيكية) في مغناطيسية مادة ما مع تغير بسيط في المجال المغناطيسي المطبق خارجيًا. قد يكون للسلوك المغناطيسي الفائق أسباب فيزيائية مختلفة تمامًا لأنواع مختلفة من المغناطيسيات الفائقة. بعض الأمثلة على الآليات الفيزيائية التي تؤدي إلى السلوك المغناطيسي الفائق هي:
1. المغناطيسية الفائقة المتجولة - الانقسام التبادلي لسطح فيرمي في نظام مغناطيسي من الإلكترونات المتجولة يؤدي إلى انتقال ملائم من حيث الطاقة إلى المغناطيسية الشاملة بالقرب من الانتقال إلى مغناطيس حديدي أو حالة أخرى مرتبة مغناطيسيًا.[1][2][3]
2. الانتقال المغناطيسي المضاد - تتدفق الانعكاسات الدورانية المستحثة بالمجال في المغناطيسيات المضادة عند طاقة حرجة يحددها المجال المغناطيسي المطبق.[4]

اعتمادًا على المواد والظروف التجريبية، قد ترتبط المغناطيسية الفائقة بالتحول الطوري من الدرجة الأولى، أو التحول الطوري المستمر عند نقطة حرجة (كلاسيكية أو كمية)، أو انتقالات تتجاوز نقطة حرجة لا تنطوي على انتقال طور على الإطلاق. تؤدي هذه التفسيرات الفيزيائية المختلفة بشكل كبير في بعض الأحيان إلى ارتباك حول ما يشير إليه مصطلح "ميتامغناطيسية" في حالات محددة.